# Харківські висотки

Харківський скайлайн в час виставки військової техніки (1944)

Харківські висотки — три багатоповерхові будинки (передпроєктні в стилі конструктивізм зводились в 1920-х⁣ — ⁣1940-х роках) та відбудовувалися до 1961 року, на площі Свободи в Харкові.

## Держпром
Держпром (Дім державної промисловості) — головна висотка, висотою 68 м (з телевежею встановленою в 1955 році  — 108 м).
Дім державної промисловості почали зводити в 1926 із залізобетону без допомоги спеціальних будівельних пристроїв. Будівництво закінчили вже в 1928 році. Держпром став новинкою такого будівництва (13 поверхів, 12 ліфтів). В 1955 до будинку прикріпили одну з перших телевізійних антен (з антеною висота Держпрому становить 108 метрів). Також це єдина з трьох будівель, що залишилась у конструктивістському стилі.

## Дім Проектів
Дім Проектів (сьогодні  — головний корпус ХНУ ім. В. Н. Каразіна) — найвищий серед трьох «висоток» (68,5  м, 14 поверхів).
Будівництво хмарочоса тривало два роки (1930—1932), в часи Великої Вітчизняної війни, будівля була частково пошкоджена, але реставрована до 1961 року. Після реставрації стиль будівлі суцільно змінився, а стиль конструктивізму зовсім зник. Зараз в будівлі розташований головний корпус ХНУ ім. В.Н. Каразіна.

## Дім Кооперації
Дім Кооперації (сьогодні  — північний корпус ХНУ ім. В. Н. Каразіна) — третій (найнижчий з всіх трьох) хмарочос (12 поверхів).
Будівництво розпочалось в 1929 році, але цю висотку зводили не з залізобетону, а з цегли.
Цегляний хмарочос будувався дуже довго і не встиг завершитись до початку Другої світової війни.
Добудували хмарочос аж в 1954, але вже не в стилі «конструктивізм», а в стилі «сталінський ампір». До 2004 р. будівлю займав Харківський військовий університет, зараз в ній розташований північний корпус ХНУ ім. В.Н. Каразіна.

## Інші будівлі
Також до «харківських висоток» може відноситись готель «Харків» (1932⁣ — ⁣1936 роки будівництва), але будівля стоїть не в центрі площі й має всього 8 поверхів (38 метрів). Поза межами площі Свободи також у стилі конструктивізм в 1927⁣ — ⁣1929 роках був збудований 8-поверховий харківський Головпоштамт, висотою 40,2 метра.

## Галерея

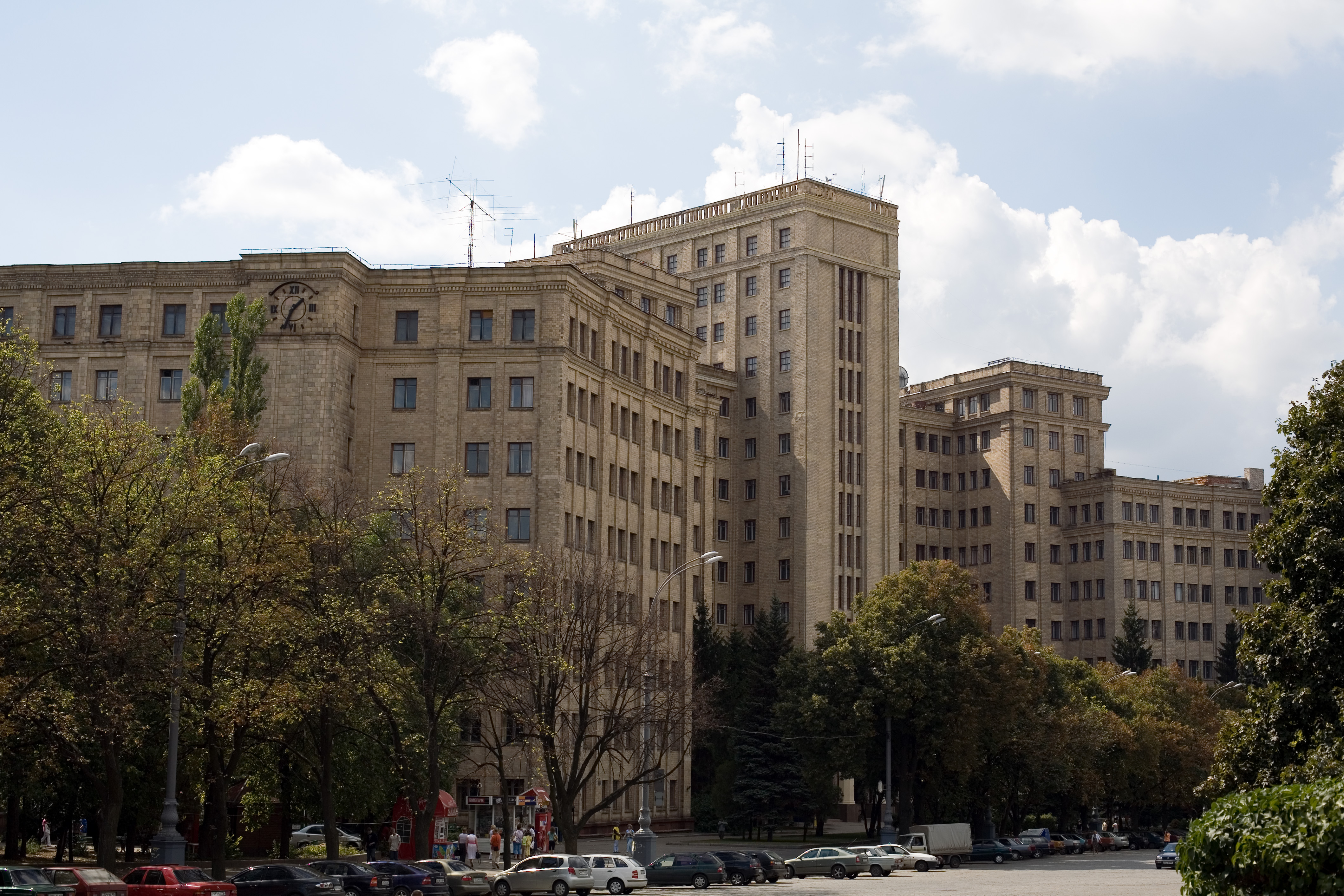
Головний корпус ХНУ
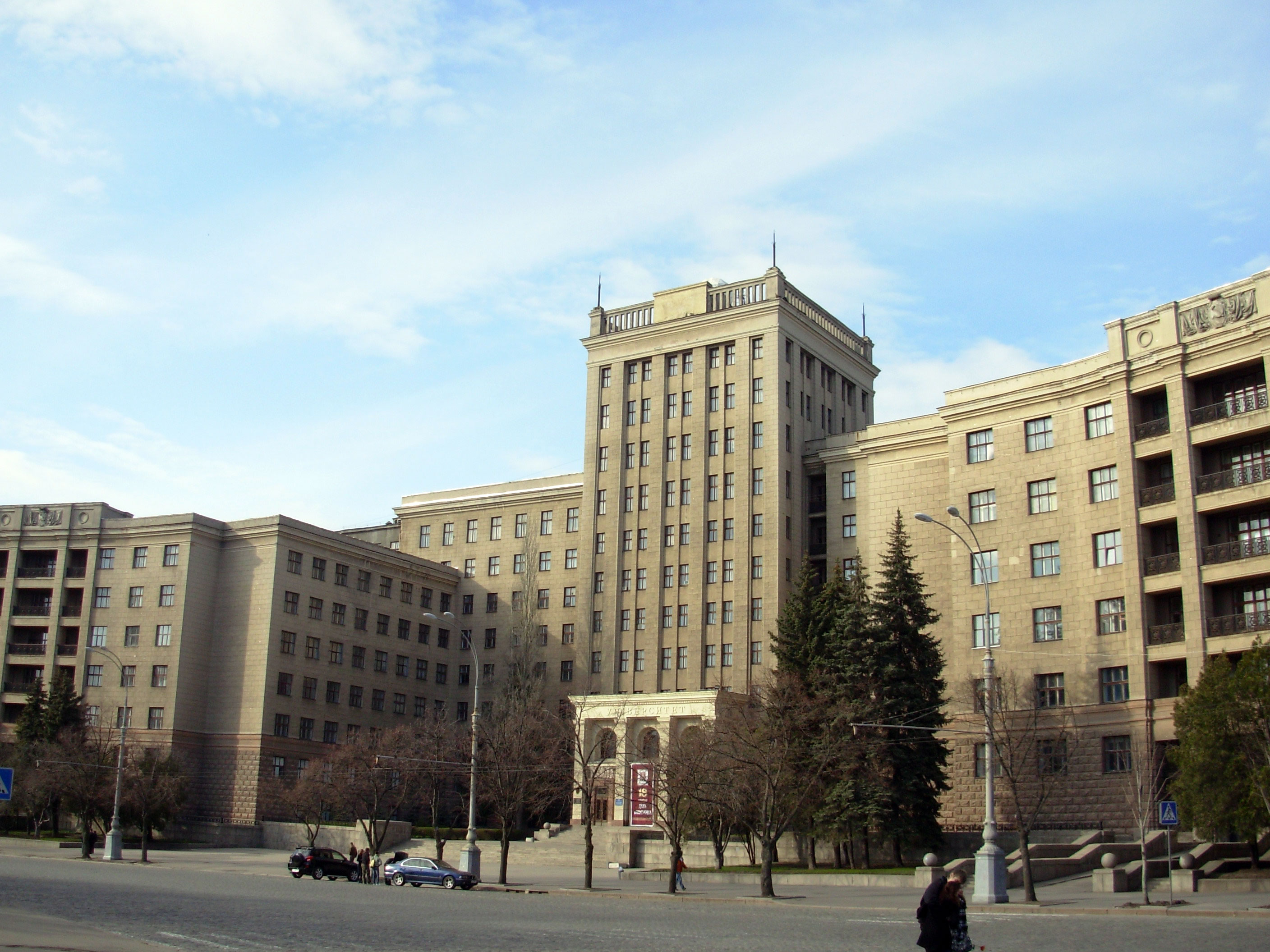
Північний корпус ХНУ
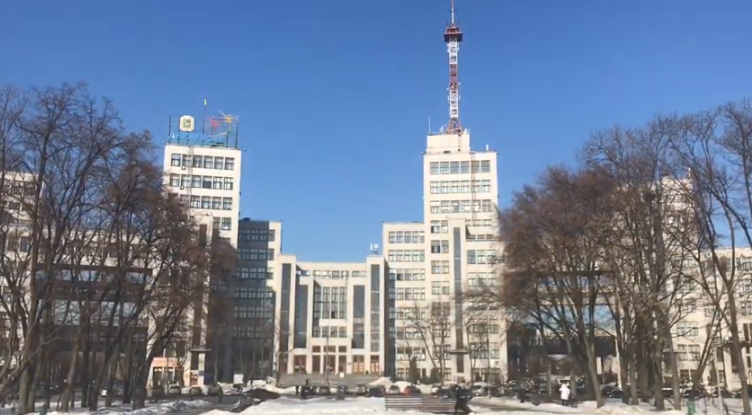
Держпром